# San Bartolomé Quialana
San Bartolomé Quialana è un comune del Messico, situato nello stato di Oaxaca.